# Шомон-Жисту
Шомон-Жисту (на френски: Chaumont-Gistoux) е селище в Централна Белгия, окръг Нивел на провинция Валонски Брабант. Населението му е около 10 900 души (2006).